# Wafd-Partei

Flagge der Wafd-Partei

Die Wafd-Partei (von arabisch وفد Wafd ‚Delegation‘) war eine ägyptische nationalistische Partei, die nach der Unabhängigkeit Ägyptens 1922 die stärkste Kraft im Parlament war. 1952 wurde sie verboten, 1983 als Neue Wafd-Partei (arabisch حزب الوفد الجديد Hizb al-Wafd al-Dschadid) wieder zugelassen. Seit März 2011 ist Monir Fakhri Abdel Nour Generalsekretär der Neuen Wafd-Partei.

## Geschichte

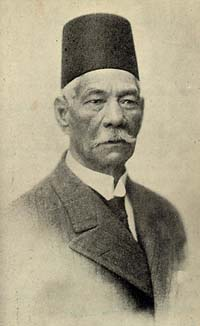
Saad Zaghlul (um 1926)

Die Wafd-Partei wurde gegen Ende des Ersten Weltkrieges gegründet, um die Unabhängigkeit Ägyptens von Großbritannien zu erreichen. Seit 1882 war Ägypten eine De-facto-Kolonie des Empire. Die Briten stellten während des Ersten Weltkrieges rücksichtslos die ägyptische Wirtschaft auf eine Kriegswirtschaft um, was zu einer weitreichenden Verarmung der Bevölkerung führte, denn durch die Kaufkraft der britischen Truppen stiegen die Lebensmittelpreise stark an. Zugleich wurden die Baumwollpreise auf britischen Druck hin stark gesenkt. So bildete sich 1919 eine Delegation (Wafd), die auf der Pariser Friedenskonferenz ihre Forderungen vorbringen wollte, was die Briten aber durch die Verhaftung der Führer verhinderten. Die darauf folgenden Unruhen, die Revolution in Ägypten 1919, und der Boykott britischer Waren führten aber 1922 mit der Deklaration der Unabhängigkeit Ägyptens zur Entlassung Ägyptens in die Unabhängigkeit. Ein bedeutender Führer in dieser Zeit war Saad Zaghlul Pascha.
Die Partei war straff organisiert. Sie vertrat eine demokratisch-bürgerliche Weltanschauung. Die Mitgliederschaft rekrutierte sich aus einheimischen Äygptern. Die Mitgliederschaft rekrutierte sich aus der ländlichen Mittelschicht, Mitgliedern der städtischen Eliten sowie Studenten. Die Partei wurde rasch nach ihrer Gründung in allen Bevölkerungsschichten populär und zog sowohl Muslime als auch koptische Christen an. Trotz der demokratischen Programmatik war die Partei intern streng hierarchisch organisiert. Entscheidungen wurden innerhalb der Parteiführung debattiert und dann von oben herab implementiert.
In der nach der Unabhängigkeit entstehenden konstitutionellen Monarchie des Königreichs Ägypten war der mittlerweile zur Partei umgebildete Wafd die stärkste Kraft im Parlament und stellte bis 1952 die Regierungen. Sie stand oft im Konflikt mit den Königen Fu'ād I. und Faruq I., die ohne das Parlament regieren wollten, sich aber nicht dauerhaft durchsetzen konnten. Auch auf britischen Druck wurden wegen nationalistischer Forderungen gegen den britischen Einfluss oftmals Regierungen der Wafd aufgelöst.
Die Wafd-Partei wurde nach dem Sturz der Monarchie (1952) durch Nasser und Nagib verboten. Sie wurde unter Präsident Sadat 1977 wiedergegründet, kurz darauf aber wieder aufgelöst. Unter Präsident Hosni Mubarak ist die Wafd als Neue Wafd-Partei am 8. Februar 1983 wieder zugelassen worden. Politisch wird sie als liberal eingeordnet.
Im Zuge der Revolution des Jahres 2011 forderte der Parteichef der Neuen Wafd-Partei as-Sayyid al-Badawi am 28. Januar 2011 eine Übergangsregierung für Ägypten und sprach sich für Neuwahlen und eine Verfassungsänderung aus.

## Vorsitzende
- Saad Zaghlul Pascha 1919 bis 1927
- Mustafa el-Nahhas Pascha 1927 bis 1952